# Opus Eponymous
Opus Eponymous (lat.: die selbstbetitelte Arbeit) ist das Debütalbum der schwedischen Heavy-Metal-Band Ghost. Es wurde am 18. Oktober 2010 über Rise Above Records veröffentlicht.

## Geschichte

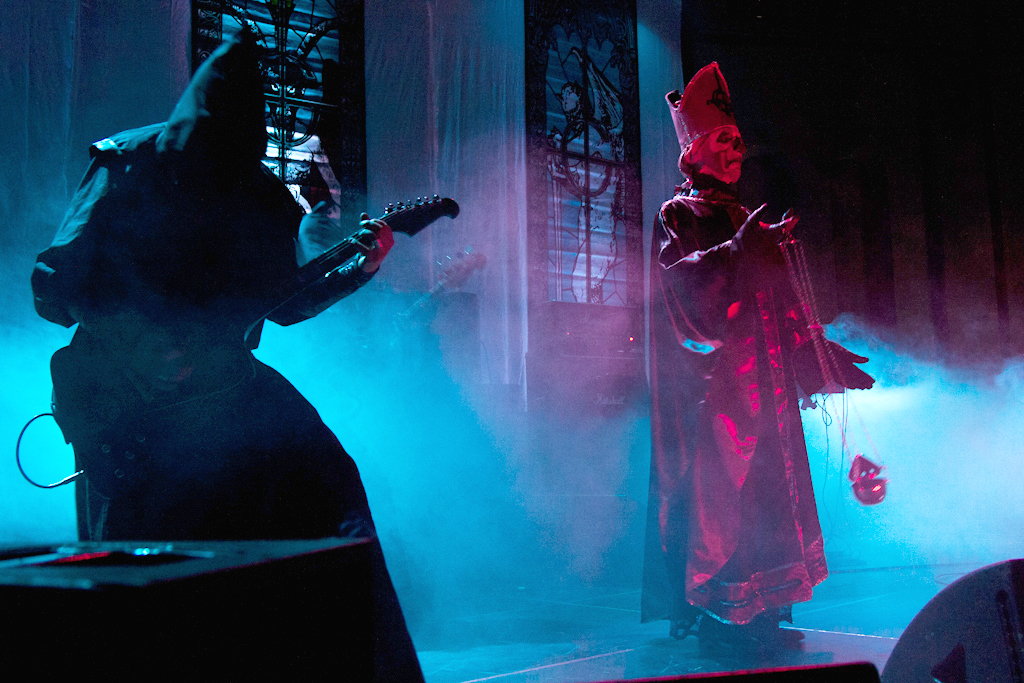
Ghost (2011)

Nach der Veröffentlichung einer Demoaufnahme mit drei Liedern in Eigenregie sowie eine 7"-Vinyl-Single mit den Liedern Elizabeth und Death Knell bei dem deutschen Plattenlabel Iron Pegasus Records im Jahr 2009 erschien am 18. Oktober 2010 nach Vertragsunterzeichnung bei dem britischen Label Rise Above Records von Lee Dorrian das Debütalbum Opus Eponymous in Europa. Auf diesem befinden sich inklusive zweier Instrumentalstücke neun Lieder, darunter auch die vier bisher veröffentlichten Stücke in (abermaliger) Neuaufnahme. Die Veröffentlichung in Nordamerika erfolgte am 18. Januar 2011 über Metal Blade Records, in Japan erschien das Album am 6. April bei Trooper Entertainment mit einer Coverversion des Beatles-Lieds Here Comes the Sun als Bonustitel.
Vor dem Erscheinen des Albums machte die Band von sich Reden, da sie völlig anonym agierten und auf Interviews oder Fotoshootings verzichteten.

## Allgemeines

### Versionen
Das Album erschien als CD, als Vinyl, als mp3-Download und als Kassette. In Japan wurde das Album vom Label Trooper Entertainment vertrieben und erhielt als Bonustitel den Beatles-Song Here Comes the Sun.

### Illustration
Das Cover ist dem Filmplakat des 1979 erschienenen Stephen-King-Films Brennen muss Salem entnommen. Es zeigt Papa Emeritus mit erhobenen Händen hinter einer Kirche. Fledermäuse, Blitze und der Vollmond sind auf ihn gezeichnet. Über ihn ziert der Name der Band.

## Titelliste
| #  | Titel                                        | Länge |
| -- | -------------------------------------------- | ----- |
| 1  | Deus Culpa (Instrumental)                    | 1:34  |
| 2  | Con Clavi Con Dio                            | 3:33  |
| 3  | Ritual                                       | 4:28  |
| 4  | Elizabeth                                    | 4:01  |
| 5  | Stand by Him                                 | 3:56  |
| 6  | Satan Prayer                                 | 4:38  |
| 7  | Death Knell                                  | 4:36  |
| 8  | Prime Mover                                  | 3:53  |
| 9  | Genesis (Instrumental)                       | 4:03  |
| 10 | Here Comes the Sun (Bonustitel nur in Japan) | 3:24  |

## Informationen zu den Liedern
Der Text des Liedes Elizabeth wurde von der Legendenbildung um das Leben der ungarischen Gräfin Elisabeth Báthory inspiriert.

## Rezeption
Das Album stieg auf Platz 30 der schwedischen Albumcharts ein. Opus Eponymous wurde 2011 für den schwedischen Musikpreis Grammis in der Kategorie Hardrock nominiert, der Preis ging jedoch an die Band Watain. Die Leser des deutschen Magazins Visions wählten im April 2017 ihre „300 Alben für die Ewigkeit“, wobei Opus Eponymous Platz 230 belegte.